# Almahmoud
Almahmoud (1947-1971) est un cheval de course pur-sang anglais né aux États-Unis. Elle est l'une des plus importantes poulinières de l'histoire de l'élevage mondial.

## Carrière de courses
Élevée par Cornelius Vanderbilt Whitney, Almahmoud a changé plusieurs fois de propriétaire, d'abord vendue yearling aux ventes de Saratoga, puis cédée à l'amiable pour 15 000 dollars à William G. Helis, un émigré grec ayant fait fortune dans le pétrole. La pouliche a un brin de talent, elle s'illustre au niveau des stakes, mais sans être une championne. Devenue la propriété d'une association entre E.H. Augustus et D.G. Van Clief, elle va passer à la postérité grâce à ses filles, via lesquelles elle est l'aïeule de plusieurs étalons extrêmement influents tels Danehill ou Sunday Silence et surtout son petit-fils le crack Northern Dancer, l'étalon le plus influent du XXe siècle. 

## Au haras
Almahmoud eut huit produits dont cinq mâles, qui ne montrèrent guère de prédisposition aux courses. Par contre ses trois filles, dont deux furent des pouliches de haut niveau, ont toutes tracé à leur tour via de grands étalons : 
- Cosmah (1953, par Cosmic Bomb), troisième des Frizette Stakes. mère de : 
  - Queen Sucree (1966, par Ribot), mère de : 
    - Cannonade (1971, par Bold Bidder) : vainqueur du Kentucky Derby, troisième des Preakness Stakes et des Belmont Stakes.

  - Halo (1969, par Hail to Reason) : lauréat du United Nations Handicap (Gr.1), deux fois tête de liste des étalons américains, père entre autres du grand Sunday Silence, chef de race au Japon, et l'un des plus importants étalons de l'ère moderne, de Devil's Bag ou encore de l'exceptionnelle poulinière Coup de Folie.
  - La Dame du Lac (1973, par Round Table), mère de :
    - La Confidence (1980, par Nijinsky), mère de :
      - Flawlessly (1988, par Affirmed) : lauréate de neuf groupe 1, membre du Hall of Fame.
- Natalma (1957, par Native Dancer) : troisième des Spinaway Stakes, mère de :  
  - Northern Dancer (1961, par Nearctic) : crack sur les pistes, lauréat du Kentucky Derby et des Preakness Stakes, membre du Hall of Fame des courses américaines et du Panthéon des Sports Canadiens, et surtout "l'étalon du siècle", père d'une multitude de champions devenus à leur tour de grands reproducteurs tels Nijinsky, Sadler's Wells, Danzig, Nureyev, El Gran Señor, Lyphard, Storm Bird ou The Minstrel.
  - Arctic Dancer (1963, par Nearctic), mère de : 
    - La Prevoyante (1970, par Buckpasser), membre du Hall of Fame des courses américaines.

  - Spring Adieu (1974, par Buckpasser), mère de : 
    - Razyana (par His Majesty), mère de : 
      - Danehill (1986, par Danzig, un fils de Northern Dancer) : l'un des plus importants étalons de la seconde moitié du XXe siècle.

  - Raise The Standard (1978, par Hoist The Flag), mère de :
    - Coup de Folie (par Halo) : jument-base de l'élevage Niárchos qui, étant par Halo, a la particularité de présenter un inbreeding très serré 3x3 sur Almahmoud (c'est-à-dire que Almahmoud est la mère de ses deux grands-mères, Cosmah et Natalma).
- Bubbling Beauty (1961, par Hasty Road), mère de : 
  - Arctic Tern (1973, par Sea Bird), vainqueur du Prix Ganay et surtout trois fois tête de liste des étalons en France.

## Origines
Almahmoud est une fille de Mahmoud, un cheval né en France, qui a fait carrière en Angleterre où il a remporté le Derby d'Epsom 1935 avant de partir faire la monte où il a connu le succès, puisqu'il fut tête de liste des étalons américains en 1946.   
Sa famille maternelle vient d'Angleterre, l'homme politique et homme d'affaires William Collins Whitney ayant importé aux États-Unis une jument nommée Dazzling, née en 1900, et qui devint la base de l'élevage de la famille Whitney. Son arrière-petite-fille, Mother Goose, fut une championne à 2 ans avant de donner naissance à Arbitrator, la mère de Almahmoud.  

### Pedigree
| Origines de Almahmoud (USA), jument alezane née en 1947 | Origines de Almahmoud (USA), jument alezane née en 1947 | Origines de Almahmoud (USA), jument alezane née en 1947 | Origines de Almahmoud (USA), jument alezane née en 1947 |
| ------------------------------------------------------- | ------------------------------------------------------- | ------------------------------------------------------- | ------------------------------------------------------- |
| Père Mahmoud                                            | Blenheim                                                | Blandford                                               | Swynford                                                |
| Père Mahmoud                                            | Blenheim                                                | Blandford                                               | Blanche                                                 |
| Père Mahmoud                                            | Blenheim                                                | Malva                                                   | Charles O'Malley                                        |
| Père Mahmoud                                            | Blenheim                                                | Malva                                                   | Wild Arum                                               |
| Père Mahmoud                                            | Mah Mahal                                               | Gainsborough                                            | Bayardo                                                 |
| Père Mahmoud                                            | Mah Mahal                                               | Gainsborough                                            | Rosedrop                                                |
| Père Mahmoud                                            | Mah Mahal                                               | Mumtaz Mahal                                            | The Tetrarch                                            |
| Père Mahmoud                                            | Mah Mahal                                               | Mumtaz Mahal                                            | Lady Josephine                                          |
| Mère Arbitrator                                         | Peace Chance                                            | Chance Shot                                             | Fair Play                                               |
| Mère Arbitrator                                         | Peace Chance                                            | Chance Shot                                             | Quelle Chance                                           |
| Mère Arbitrator                                         | Peace Chance                                            | Peace                                                   | Stefan The Great                                        |
| Mère Arbitrator                                         | Peace Chance                                            | Peace                                                   | Memories                                                |
| Mère Arbitrator                                         | Mother Goose                                            | Chicle                                                  | Spearmint                                               |
| Mère Arbitrator                                         | Mother Goose                                            | Chicle                                                  | Lady Hamburg                                            |
| Mère Arbitrator                                         | Mother Goose                                            | Flying Witch                                            | Broomstick                                              |
| Mère Arbitrator                                         | Mother Goose                                            | Flying Witch                                            | Fly by Night (famille 2-d)                              |